# Zastávka brněnského typu

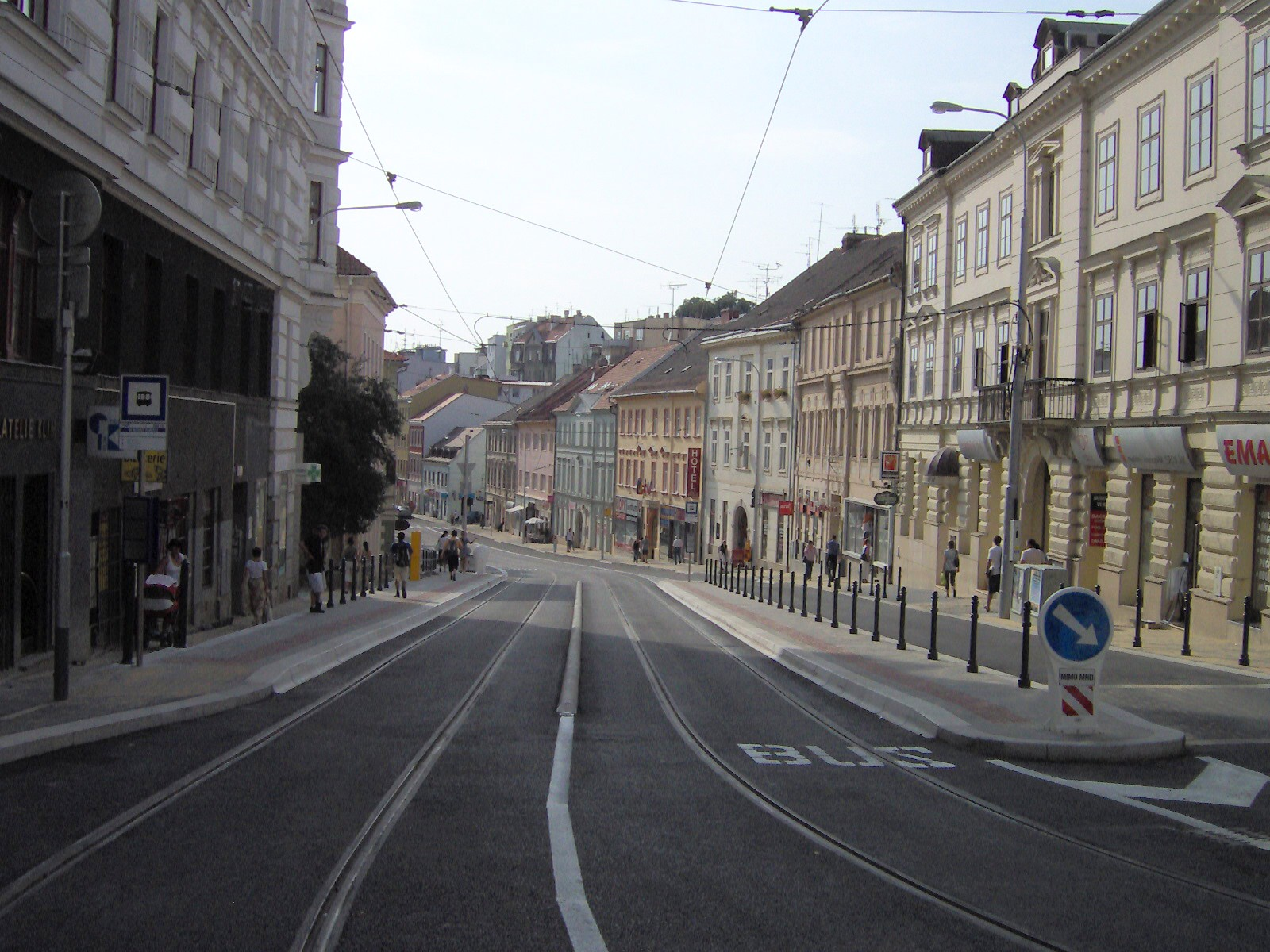
Zastávka Šilingrovo náměstí v Pekařské ulici v Brně, snímek z roku 2009, nedlouho po rekonstrukci

Zastávka brněnského typu je v terminologii užívané Kanceláří architekta města Brna tramvajová zastávka, která je kombinací nástupního ostrůvku a zastávky vídeňského typu. Vozovka mezi nástupním ostrůvkem a chodníkem je zvýšena na jejich úroveň.
Jako příklad je uvedena brněnská zastávka Šilingrovo náměstí v Pekařské ulici směrem k Nemocnici u sv. Anny (do tohoto provedení upravena v roce 2009). V červenci 2025 se objevila zpráva, že v Praze má být v budoucnu na zastávku brněnského typu přestavěna zastávka Staroměstská ve směru ke Karlovým lázním.